# NGC 1017
NGC 1017 este o galaxie spirală situată în constelația Balena. A fost descoperită în 29 septembrie 1886 de către Lewis A. Swift.